# Szlak Rowerowy Lasu Zagórskiego
Szlak Rowerowy Lasu Zagórskiego – szlak rowerowy (trasa nr 467), znajdujący się w całości na terenie Sosnowca na obszarze dzielnicy Zagórze oraz Morze Czarne. Oznaczony kolorem niebieskim. Prowadzi głównie drogami leśnymi poprzez Las Zagórski – pozostałość puszczy Pakosznica. W lesie tym występują pozostałości niemieckiej linii umocnień B2 z czasów II wojny światowej. Szlak łączy drogę rowerową wzdłuż ulicy Braci Mieroszewskich w dzielnicy Zagórze (okolice Parku Kępa) z Parkiem im. Jacka Kuronia w Kazimierzu i Szlakiem Rowerowym Czarnego Morza.

## Parametry trasy
- długość: 5,4 km[4],
- średni czas przejazdu: 30 min[2],
- przewyższenie: 57 m[4],
- nawierzchnia: 
  - drogi leśne – gruntowe: 37%
  - drogi leśne – utwardzone: 30%
  - ulice i drogi utwardzone: 33%

## Przebieg trasy

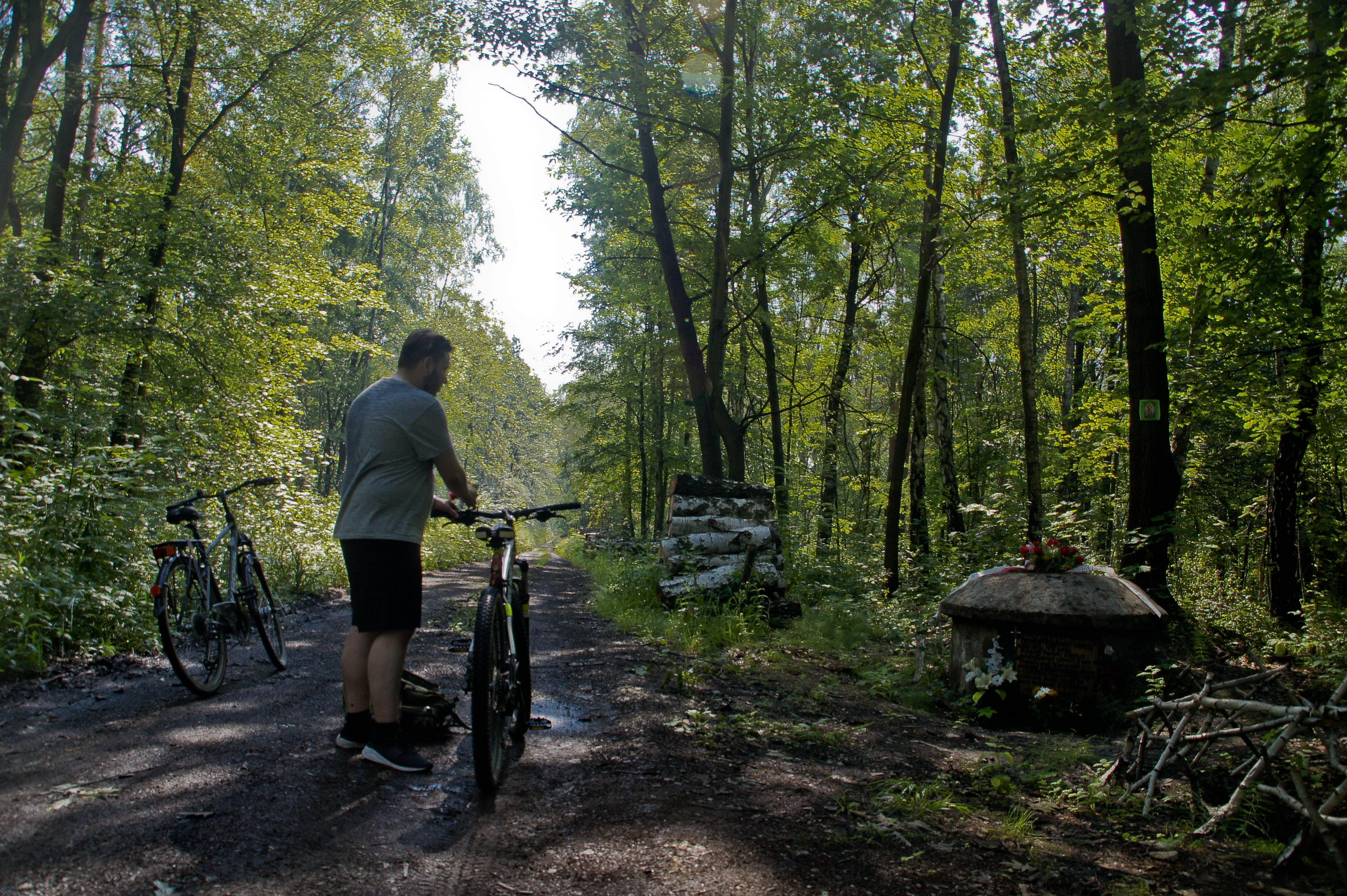
Fragment szlaku (2017)

Skrzyżowanie ul. Braci Mieroszewskich (122a) i Modrzewiowej (w pobliżu Parku Kępa) – ul. Modrzewiowa (droga dojazdowa do garaży) – ul. Modrzewiowa i ul. Dybowskiego (droga leśna przez Las Zagórski)  – droga leśna Lasu Zagórskiego (nad Rowem Mortimerowskim, pod trasą S1) – ul. Nowa (nr 26a–18) – ul. Nowa (nr 16–2b) – ul. Nowa (2) – ul. Armii Krajowej – ul. Brunona Jasińskiego – Park im. Jacka Kuronia.

## Połączenia z innymi szlakami
- Szlak Rowerowy Czarnego Morza prowadzący od Trójkąta Trzech Cesarzy do Lasu Zagórskiego oraz Parku im. Jacka Kuronia; Połączenie w okolicy Trójkąta Trzech Cesarzy, poprzez wał wzdłuż Białej Przemszy;